# ضمیر پوچ‌واژه‌ای
ضمیر پوچ‌واژه‌ای (انگلیسی: Dummy pronoun) ضمایری هستند که به هیچ چیز در جهان خارج ارجاع داده نمی‌شوند و حضورشان در جمله تنها برای اغنای ویژگی‌های نحوی است، به همین دلیل به آن‌ها جاپرکن نیز گفته می‌شود.
این ضمایر برخلاف اکثر واحدهای واژگانی که سه ویژگی نحوی، واجی و معنایی دارند، از نظر معنایی تهی قلمداد می‌شوند؛ از این‌رو کاربردشان در جمله بیشتر به دلایل نحوی صورت می‌گیرد و بیش از همه با اصل فرافکن بیشینه ارتباط پیدا می‌کنند.
این ضمایر در زبان‌های هند و اروپایی از تنوع چشمگیری برخوردارند و معمولاً در سه ساخت آب و هوایی، ارتقایی و غیرشخصی مورد استفاده قرار می‌گیرند.
ضمیر پوچ‌واژه‌ای در بعضی از ساخت‌های زبان فارسی وجود دارد. اگر چه از آنجا که زبان فارسی یک زبان ضمیرانداز است، این ضمیر می‌تواند به صورت پنهان و بدون تظاهر آوایی به کار برده شود.